# Leucopis minor
Leucopis minor är en tvåvingeart som beskrevs av Malloch 1921. Leucopis minor ingår i släktet Leucopis och familjen markflugor. Inga underarter finns listade i Catalogue of Life.